# Duale (linguistica)
Il duale in linguistica è una delle possibili realizzazioni della categoria morfologica del numero grammaticale che può essere espressa tanto nel nome (sostantivo e aggettivo) quanto nel pronome e nel verbo.  Benché sia meno diffuso di singolare e plurale, il duale è presente in molte lingue del mondo.
Esso è presente nelle più antiche lingue indoeuropee, come il sanscrito o il greco antico, nel lituano, nello sloveno moderno, nel friulano e anche nelle lingue semitiche, come l'arabo - che ne fa tuttora uso nelle sue varietà moderne, sia pure limitatamente al nome - l'ebraico e nell'egizio.
Il duale è frequente per indicare parti doppie del corpo, per esempio le mani, le narici, le gambe, ma nelle lingue che lo possiedono non è raro il suo uso anche per indicare oggetti a coppie o semplicemente coppie di oggetti o persone casuali: due persone, due anni, ecc. ("duale occasionale").
Mentre in francese, in tedesco, in italiano o in spagnolo, tutte lingue che non presentano la forma duale se non per tracce come per esempio in italiano ambo, si è soliti anteporre al sostantivo plurale l'aggettivo numerale che ne indica la quantità esatta (due uova, due amici, ecc.), nelle lingue che posseggono il duale questo può bastare per indicare una quantità pari a due. Per esempio in arabo sanah "(un) anno", sanatayn "(due) anni".
La mu'allaqa di Imru l-Qays, una delle più famose poesie arabe, esordisce con un imperativo duale: Qifâ, nabki... "fermatevi (voi due) e piangiamo...", riferimento al fatto che il poeta si rivolgeva a due suoi compagni.